# カエルの楽園
『カエルの楽園』（カエルのらくえん、英：The paradise of frogs ）は、百田尚樹の小説。

## 概要
百田尚樹が自身の最高傑作と断言し、ジョージ・オーウェル以来の寓話的「警世の書」と称する小説。元は自身のメールマガジンに連載していたものを単行本としてまとめ、2016年（平成28年）2月23日に出版したものである。表紙の装画はラ・フォンテーヌ寓話の「王さまを求める蛙」のギュスターヴ・ドレ作画によるもの、本文の挿画は百田尚樹自身による作画。舞台となるカエルの国「ナパージュ」は "JAPAN（ジャパン）" の倒語と推定されるが、本文の後に「この物語はフィクションであり、実在の人物・団体とは関係ない」旨が記載されている。
日本全体がコロナ疫禍による活動自粛の最中にあった2020年（令和2年）5月初頭、百田は続編を執筆してインターネット上に無料提供することを思い付き、数日で『カエルの楽園2020』を書き下ろした。5月6日、小説投稿サイトである「小説家になろう」に百田自身の手で投稿され、5月10日まで期間限定で無料公開された。当サイトは事実上のアマチュア向けのなろう系の投稿先であったため、著名なプロの投稿があった時点で反響が大きかったが、内容も評判を呼ぶことになった。百田は「ファンは既に印刷するなどしているだろうから書籍化は不要」という姿勢であったが、書籍の形で手にしたいというファンの声が大きく、出版社も積極的であったことから　要望に応える形で6月12日に書籍化された。

## ストーリー

### カエルの楽園
凶悪なダルマガエルの襲来により、地獄と化した故郷の国を出たアマガエルのソクラテスが、苦難の道のりの果てに友達のロベルトとたどり着いたのは、岸壁の頂上にある平和で豊かなツチガエルの国ナパージュ。ついに新天地を見つけたと安堵するソクラテスとロベルトであったが、ツチガエル達のほとんどが奇妙な考えを持っていることに気付く。カエルの楽園のナパージュの平和は、「三戒」（カエルを信じろ、カエルと争うな、争うための力を持つな）によって守られているのだという。平和なナパージュでの暮らしの中で「三戒」に心酔するロベルトに対し、今一つ「三戒」を信じきれないソクラテス。彼はナパージュで一番の物知りと言われるデイブレイクや毒舌な嫌われ者のハンドレッド、北の山に棲むワシのスチームボート、ヌマガエルのピエール、ウシガエルと戦えるほどの強さを持つがゆえに嫌われているハンニバル三兄弟などに会い、「三戒」の起源やナパージュ周辺の状態を知ると共に三戒に対する疑念を募らせる。
そのナパージュに、南のウシガエル達が迫ってきていた。ツチガエル達は元老会議でウシガエルにどう対処するかで活発な議論を展開し、プロメテウスという若手の元老が自分達の手でウシガエルを追い払い、ナパージュを守ろうと提案する。しかし、元老のガルディアンやデイブレイクはウシガエルは友好的で無害だと主張し、プロメテウスを非難する。妥協案としてスチームボートに南の崖を飛んでもらうことになったがスチームボートはその条件として自分がウシガエルと戦いになった時はツチガエルたちも共に戦うよう要求する。当然それは三戒違反となり、元老のみならず、フラワーズという若者を始めとしたナパージュ国民も激しく反対する。結局スチームボートとの約定は御破算になり、スチームボートは「お前たちがそう決めたのなら仕方ない」と言い残し、ナパージュを離れる。デイブレイクはそれをナパージュの真の独立だと讃える。
スチームボートがいなくなって以来ウシガエルはより頻繁に現れるようになり、状況を見かねたプロメテウスは「三戒」の破棄を提案、その可否を国民投票で決めることになる。投票の前日、デイブレイクは国中の有名なカエルを広場に集め、「三戒」の素晴らしさを語らせる。そして迎えた投票日、僅差で「三戒」破棄は否決される。しかし、状況は好転するどころか悪化し、遂にウシガエル達の侵攻が始まる。

## 登場生物
ソクラテス
主人公。安住の地を探して故郷の国を捨てたアマガエル。仲間の大半を失った果てに、ナパージュにたどり着いた。世界の残酷さを知っているため、ナパージュの平和が「三戒」で守られていることを今ひとつ信じられない。
ロベルト
ソクラテスとともに、ナパージュにたどり着いたアマガエル。ナパージュを守っているという「三戒」に心酔する。
クンクタトル
アマガエルの長老。諦観と共に故郷に残り、ソクラテス達を送り出した。
ダルマガエル達
ソクラテス達が住むアマガエルの国にやってきて、池を奪い、毎日アマガエル達を食べた。
クセルクセス
ヒキガエルの王様。国に住むアマガエルを毎日5匹食べる恐ろしい権力者。
ローラ
ナパージュの雌のツチガエル。「三戒」を無邪気に信じている。卵を産みたがっていない。のちに南の崖にスチームボートの巣を作らせることに反対した。
マイク
ツチガエルの青年。
ハインツ
ツチガエルの青年。
ピエール
ナパージュに住むヌマガエル。祖先はヌマガエルの国エンエンからやってきた。ツチガエルに似ていると言われると怒る。彼によるとナパージュのツチガエル達はかつてエンエンで様々な残虐行為を行ったという。
デイブレイク
でっぷりと太ったツチガエル。ナパージュの血塗られた歴史を憂いて、「三戒」を守り、「正しく生きる道」を説いている。ナパージュで一番の物知りとして絶大な信頼を寄せられているが、ハンドレッドからは危険視されている。
某・大手新聞社がモデルであると、新潮社公式ウェブサイトの広告ページ上の動画で作者が明かしている。
ハンドレッド
ナパージュの嫌われ者のツチガエル。毒舌でだらしない性格。彼によるとナパージュが平和なのはスチームボートがいるお陰だという。
スチームボート
ナパージュの東の岩山の頂上に棲む年老いた巨大なワシ。昔、ナパージュのツチガエル達と争ったことがあり、その際にツチガエル達を多数殺害して勝利、一時期ナパージュを支配していた。彼によると「三戒」はもともと自分が作らせたのだという。
ハンニバル三兄弟
ツチガエルの三兄弟で、その名をハンニバル、ワグルラ、ゴヤスレイという。ウシガエルにも対抗できる力持ちであるが、「三戒」を破るかもしれないというデイブレイクの言葉で国中から嫌われている。
ガルディアン
ナパージュの7匹の元老の一人で最年長。「三戒」を守ることを主張している。ハンドレッドによると先祖がヌマガエルらしい。
プロメテウス
ナパージュの7匹の元老の一人で、最も若く、言動が過激と言われている。「三戒」の意義とウシガエル達への対処を巡ってガルディアンと対立し、「三戒」を破棄すべきか否か国民全員の多数決で決めようと提案する。
フラワーズ
尻にしっぽがついている若いツチガエル。ナパージュの危機に平和を訴え、争いは嫌だと公言する。デイブレイクから目をかけられている。
ウシガエル達
ナパージュの南の崖の下の黒い沼に住むウシガエルの集団。毎日ほかのカエルを食べており、風のない日には食べられるカエルの悲鳴がナパージュまで届くらしい。中盤からしょっちゅう南の崖を登ってナパージュに侵入するようになる。デイブレイクなど一部のツチガエルと言葉が通じる模様。

## 書誌情報
- 百田尚樹『カエルの楽園』新潮社〈新潮文庫〉、2016年2月23日、248頁。

ISBN 4-10-336412-2、ISBN 978-4-10-336412-2、NCID BB20773586、OCLC 941728379、国立国会図書館書誌ID:027104743。
- 百田尚樹、石平『「カエルの楽園」が地獄と化す日』飛鳥新社、2016年11月10日、263頁。

ISBN 4-86410-522-7、ISBN 978-4-86410-522-4、NCID BB22605673、OCLC 966594761、国立国会図書館書誌ID:027686908。
- 百田尚樹『カエルの楽園 2020』新潮社〈新潮文庫 ひ-39-3〉、2020年6月12日、216頁。OCLC 1159312419。

ISBN 4-10-120193-5、ISBN 978-4-10-120193-1、NCID BB3088802X、OCLC 1159312419。

## 評価
『佐賀新聞』は、平和安全法制を巡る憲法議論を彷彿させるものであり、演じられる悲劇は身につまされるところがあるとしたうえで、「悲劇は物語の中だけで願わざるにいられない」との論評を掲載した。
『産経新聞』は、同書は平和ボケした日本の将来を暗示しているとして、安保法制に賛成する人も反対する人も読むべき書籍であると評した。
同書を出版した新潮社の傘下にある『デイリー新潮』編集部は、言論上で百田と激しく対立する朝日新聞社が、世間の注目が集まっては困ると思ってか完全に黙殺したことをはじめとして、日本国内のマスメディアが大して論評しなかったことを批判した。しかしながら、『週刊新潮』を筆頭に『新潮』『小説新潮』『新潮45』『yom yom』『波』などの新潮社が発行する雑誌は全て一度も『カエルの楽園』の書評を掲載していない。
また韓国では『朝鮮日報』が百田の小説が発売されるたびにベストセラーとなる現状を『カエルの楽園』の内容ともども冷静に分析しているとし、日本よりも韓国のほうが感情的ではない評価を下していると評した。
『図書新聞』は、本書は新潮社のサイトで「大衆社会の本質を衝いた、Ｇ・オーウェル以来の寓話的『警世の書』」と紹介されているが、オーウェルの『動物農場』や『一九八四年』と比べればかなり安易に寓話化されており、寓意があまりに単純で平板であると批判した。
書評家の豊崎由美は、「げんなりするほど一方的な寓意しかないこんな低レベルな読み物は、とても寓話とは呼べず、たんなるプロパガンダ」と述べた。

## サイン会爆破予告
2015年（平成27年）3月12日の正午ごろ、兵庫県西宮市の「ブックファースト 阪急西宮ガーデンズ店」で開催される予定にあった『カエルの楽園』発売記念サイン会に対して、爆破を予告する脅迫電話が同書店に掛かってきた。しかし書店内に不審物は発見されず、サイン会は場所を阪急西宮ガーデンズ内の会議室に移したうえで予定どおりの時刻に開催された。当事者となった店舗は一時営業停止を余儀なくされるなど対応に追われた。犯行動機は明かされなかったが、小説の内容もしくはかねてからの百田の政治的発言への反発が原因と推定された。百田はこれを受けて、“憲法”や“平和”を護るためとして“人殺し”も厭わないような人がいることに言及しつつ、「（覚悟して意見を表明している）私への嫌がらせなら我慢できるが、一般の方に迷惑を掛けるような行為は許すことはできない。」とコメントした。『デイリー新潮』（新潮社）は、このような嫌がらせを行う人々を強く刺激できたとすれば作品としては成功と言えなくもないとしながらも、このような明らかな言論弾圧行為は決して許されないと抗議した。